# یواس‌اس استنسبری (دی‌دی-۱۸۰)
یواس‌اس استنسبری (دی‌دی-۱۸۰) (به انگلیسی: USS Stansbury (DD-180)) یک کشتی بود که طول آن ۳۱۴ فوت ۴ ۱⁄۲ اینچ (۹۵٫۸۲۲ متر) بود. این کشتی در سال ۱۹۱۹ ساخته شد.